# Battista Lomellini
Pour les articles homonymes, voir Lomellini.
Battista Lomellini a été le 48e doge de Gênes du 4 janvier 1533 au 4 janvier 1535.